# Anthology: Through the Years
Anthology: Through the Years är ett samlingsalbum av Tom Petty & the Heartbreakers, släppt 2000. Utöver tidigare utgivet material innehåller det den nyinspelade låten "Surrender".

## Låtlista
Låtarna skrivna av Tom Petty, där inget annat namn anges.

### CD 1
1. "Breakdown" — 2:42
2. "American Girl" — 3:30
3. "Hometown Blues" — 2:11
4. "The Wild One, Forever" — 3:00
5. "I Need to Know" — 2:23
6. "Listen to Her Heart" — 3:01
7. "Too Much Ain't Enough" — 2:56
8. "Refugee" (Tom Petty, Mike Campbell) — 3:21
9. "Here Comes My Girl" (Tom Petty, Mike Campbell) — 4:33
10. "Don't Do Me Like That" — 2:40
11. "Even the Losers" — 3:35
12. "The Waiting" — 3:54
13. "Woman in Love (It's Not Me)" (Tom Petty, Mike Campbell) — 4:22
14. "Stop Draggin' My Heart Around" (Tom Petty, Mike Campbell) — 4:02 (med Stevie Nicks)
15. "You Got Lucky" (Tom Petty, Mike Campbell) — 3:37
16. "Straight Into Darkness" — 3:49
17. "Change of Heart" — 3:18

### CD 2
1. "Rebels" — 5:20
2. "Don't Come Around Here No More" (Tom Petty, David A. Stewart) — 5:06
3. "The Best of Everything" — 3:59
4. "So You Want to Be a Rock 'n' Roll Star" (Roger McGuinn, Chris Hillman) — 3:30
5. "Jammin' Me" (Tom Petty, Mike Campbell, Bob Dylan) — 4:08
6. "It'll All Work Out" — 3:12
7. "Love Is a Long Road" (Tom Petty, Mike Campbell) — 4:06
8. "Free Fallin'" (Tom Petty, Jeff Lynne) — 4:14
9. "Yer So Bad" (Tom Petty, Jeff Lynne) — 3:05
10. "I Won't Back Down" (Tom Petty, Jeff Lynne) — 2:56
11. "Runnin' Down a Dream" (Tom Petty, Jeff Lynne, Mike Campbell) — 4:23
12. "Learning to Fly" (Tom Petty, Jeff Lynne) — 3:57
13. "Into the Great Wide Open" (Tom Petty, Jeff Lynne) — 3:38
14. "Two Gunslingers" — 3:08
15. "Mary Jane's Last Dance" — 4:32
16. "Waiting for Tonight" — 3:32
17. "Surrender" — 2:54